# Kapitan Ameryka: Nowy wspaniały świat
Kapitan Ameryka: Nowy wspaniały świat (oryg. Captain America: Brave New World) – amerykański fantastycznonaukowy film akcji na podstawie serii komiksów o superbohaterze Samie Wilsonie / Kapitanie Ameryce wydawnictwa Marvel Comics. Reżyserem filmu był Julius Onah, który napisał scenariusz wspólnie z Malcolmem Spellmanem i Dalanem Mussonem. W tytułową rolę wcielił się Anthony Mackie, a obok niego w rolach głównych wystąpili: Danny Ramirez, Carl Lumbly, Tim Blake Nelson, Szira Has, Harrison Ford, Liv Tyler, Xosha Roquemore i Giancarlo Esposito.
Nowy wspaniały świat wchodzi w skład V Fazy Filmowego Uniwersum Marvela. Jest to trzydziesty piąty film należący do tej franczyzy, który stanowi część jej drugiego rozdziału zatytułowanego Saga Multiwersum. Jest to kontynuacja filmów Kapitan Ameryka: Pierwsze starcie z 2011, Kapitan Ameryka: Zimowy żołnierz z 2014 i Kapitan Ameryka: Wojna bohaterów z 2016 oraz serialu Falcon i Zimowy Żołnierz z 2021 roku. Nowy wspaniały świat zadebiutował 14 lutego 2025 w Stanach Zjednoczonych.

## Obsada
- Anthony Mackie jako Sam Wilson / Kapitan Ameryka, weteran sił powietrznych, który został przeszkolony do walki w powietrzu przy użyciu specjalnych skrzydeł i posługiwał się pseudonimem „Falcon”. Został wyznaczony przez Steve’a Rogersa na swojego następcę jako nowy Kapitan Ameryka[2].
- Danny Ramirez(inne języki) jako Joaquin Torres / Falcon, porucznik sił powietrznych armii Stanów Zjednoczonych, który współpracuje z Wilsonem[3].
- Carl Lumbly(inne języki) jako Isaiah Bradley, weteran wojny koreańskiej, któremu podano serum superżołnierza[3].
- Tim Blake Nelson jako Samuel Sterns, biolog, który przypadkowo został skażony krwią Bruce’a Bannera, próbując mu pomóc[3].
- Szira Has jako Ruth Bat-Seraph, Czarna Wdowa pochodząca z Izraela, szefowa ochrony Rossa[4].
- Harrison Ford jako Thaddeus „Thunderbolt” Ross, sekretarz stanu Stanów Zjednoczonych i były generał armii amerykańskiej. Ford zastąpił w tej roli zmarłego Williama Hurta[5].
- Liv Tyler jako Betty Ross, córka Rossa, doktor biologii[6].
- Xosha Roquemore[7] jako Leila Taylor, przyjaciółka Wilsona pracująca dla Rossa.
- Giancarlo Esposito jako Seth Voelker / Sidewinder, lider grupy najemników zatrudnionej przez Sternsa

Ponadto w filmie wystąpili: Jóhannes Haukur Jóhannesson, William Mark McCullough i Takehiro Hira, a Sebastian Stan miał cameo jako Bucky Barnes.

## Produkcja

### Rozwój projektu
We wrześniu 2015 roku Kevin Feige poinformował, że Kapitan Ameryka: Wojna bohaterów (2016) zakończy trylogię o Kapitanie Ameryce z Chrisem Evansem w roli Steve’a Rogersa. Wojna bohaterów była ostatnim solowym zakontraktowanym filmem przez Evansa o tej postaci. Aktor wyjawił, że jest zainteresowany rozszerzeniem kontraktu po Avengers: Koniec gry (2019), w którym jego postać przekazała tarczę Kapitana Ameryki Samowi Wilsonowi. W październiku 2018 roku wyjawiono, że Marvel Studios pracuje nad serialem dla Disney+, w którym zagrać mają Anthony Mackie jako Sam Wilson / Falcon i Sebastian Stan jako Bucky Barnes / Zimowy Żołnierz. Malcolm Spellman został zatrudniony na stanowisko głównego scenarzysty serialu. Serial został oficjalnie zapowiedziany w kwietniu 2019 roku pod tytułem Falcon i Zimowy Żołnierz (2021).
W styczniu 2021 roku pojawiły się doniesienia, że Evans jest bliski zakończenia negocjacji ze studiem dotyczącej zagrania Rogersa w jednej z przyszłych produkcji. Evans jednak zaprzeczył tym doniesieniom. Pod koniec kwietnia, po odcinku finałowym serialu, ujawniono, że Spellman pracuje nad scenariuszem czwartego filmu o Kapitanie Ameryce wspólnie z jednym ze scenarzystów serialu, Dalanem Mussonem. Według tych doniesień film ma kontynuować historię Sama Wilsona w roli nowego Kapitana Ameryki, którym się stał pod koniec serialu, natomiast udział Evansa ma dotyczyć zupełnie innego projektu. W lipcu 2022 roku Julius Onah został zatrudniony na stanowisko reżysera. Jeszcze w tym samym miesiącu, podczas San Diego Comic-Conu, ujawniono tytuł filmu, Captain America: New World Order, jego amerykańską datę premiery zaplanowaną na 3 maja 2024 roku oraz poinformowano, że będzie on częścią V Fazy i należeć będzie do Sagi Multiwersum. Na początku czerwca tytuł filmu został zmieniony na Captain America: Brave New World. Ujawniono wtedy, że Onah również pracował nad scenariuszem. Jeszcze w tym samym miesiącu zdecydowano się przesunąć datę premiery filmu na 26 lipca 2024 roku. W listopadzie studio ponownie opóźniło premierę filmu, wyznaczając nową datę na 14 lutego 2025 roku.

### Casting
W sierpniu 2021 roku poinformowano, że Anthony Mackie zakończył negocjacje dotyczące udziału w filmie i zagra tytułową rolę. We wrześniu poinformowano, że Tim Blake Nelson jako Samuel Sterns / Leader powtórzy swoją rolę z filmu Incredible Hulk i będzie on grał głównego antagonistę. Ponadto ujawniono, że w rolach z serialu Falcon i Zimowy Żołnierz powrócą Carl Lumbly jako Isaiah Bradley i Danny Ramirez jako Joaquin Torres oraz że do obsady dołączyła Szira Has jako Sabra. W październiku poinformowano, że Harrison Ford został obsadzony jako Thaddeus Ross. Ford zastąpi w tej roli zmarłego w 2022 roku Williama Hurta. W styczniu 2023 roku do obsady dołączyła Xosha Roquemore. W marcu ujawniono, że Liv Tyler jako Betty Ross powtórzy swoją rolę z filmu Incredible Hulk oraz że Julia Louis-Dreyfus powróci jako Valentina Allegra de Fontaine z wcześniejszych produkcji franczyzy. W maju wyjawiono, że do obsady dołączyli Seth Rollins, Rosa Salazar.
W lutym 2024 roku Mark Ruffalo wyjawił, że powróci jako Bruce Banner / Hulk, jednak „Variety” poinformowało, że aktor źle się wyraził podczas wywiadu i nie pojawi się w filmie.

### Zdjęcia i postprodukcja
Zdjęcia do filmu rozpoczęły się 21 marca 2023 roku w Atlancie pod roboczym tytułem Rochelle Rochelle. Prace nad filmem były realizowane również w Trilith Studios. Studio nie brało pod uwagę wpływu strajku scenarzystów w Stanach Zjednoczonych, który rozpoczął się w maju, na pracę nad filmem. Marvel Studios planowało nakręcić wszystko, co jest możliwe podczas głównych zdjęć i wprowadzić niezbędne poprawki podczas dokrętek po zakończeniu strajku. Pod koniec czerwca zdjęcia zrealizowano w Waszyngtonie. Prace na planie zakończyły się 30 czerwca. Za zdjęcia odpowiadał Kramer Morgenthau, scenografię przygotował Ramsey Avery, a kostiumy zaprojektowała Gersha Phillips.
W listopadzie 2023 roku po ponownym przesunięciu daty premiery pojawiła się informacja, że kolejne opóźnienie wynika z planowania przez studio dużej ilości dokrętek, które zaplanowano od stycznia do maja 2024 roku. Marvel Studios zdecydowało się wyciąć trzy główne sekwencje po słabo przyjętym wewnętrznym pokazie testowym.

## Promocja
W kwietniu 2024 roku Kevin Feige i Anthony Mackie promowali film podczas CinemaConu, gdzie pokazano jego fragmenty.

## Wydanie
Amerykańska premiera filmu Kapitan Ameryka: Nowy wspaniały świat odbyła się 14 lutego 2025 roku. Początkowo była ona zapowiedziana na 3 maja, a później na 26 lipca 2024 roku.

## Odbiór

### Box office
Kapitan Ameryka: Nowy wspaniały świat zarobił Stanach Zjednoczonych nieco ponad 200 milionów USD, a na rynkach zagranicznych równowartość ponad 210 milionów dolarów. Jego budżet wyniósł $180 mln, a przed premierą szacowano, że może zarobić przynajmniej 90 mln w weekend otwarcia, zarobił jednak nieco mniej.

### Reakcja krytyków
Film spotkał się z chłodną reakcją krytyków. W agregatorze recenzji Rotten Tomatoes 47% ze 342 recenzji uznano za pozytywne, a średnia ocen wystawionych na ich podstawie wyniosła 5,4 na 10. Z kolei w agregatorze Metacritic średnia ważona ocen z 56 recenzji wyniosła 42 na 100.